# Port Lincoln (region)
Port Lincoln är en region i Australien. Den ligger i delstaten South Australia, omkring 250 kilometer väster om delstatshuvudstaden Adelaide. Antalet invånare är 14 732.
Följande samhällen finns i Port Lincoln:
- Port Lincoln

Genomsnittlig årsnederbörd är 585 millimeter. Den regnigaste månaden är juni, med i genomsnitt 126 mm nederbörd, och den torraste är januari, med 16 mm nederbörd.